# Jiahu
Jiahu (賈湖遺址, pinyin: Jiǎhú) è un sito Neolitico situato nei pressi del Fiume Giallo, uno dei primi insediamenti della pianura centrale della Cina, nella contea di Wuyang, nella provincia di Henan. Gli archeologi considerano il sito uno dei più antichi esempi di Cultura di Peiligang.
L'insediamento si è formato tra il 7000 e il 5800 a.C., e successivamente abbandonato a causa di inondazioni. È circondato da un fossato e copre un'area di 55.000 m². Scoperto nel 1962 dall'archeologo Zhu Zhi, è stato oggetto solo recentemente di scavi intensivi, ma non è ancora del tutto esplorato.

## Fasi
Gli archeologi hanno suddiviso Jiahu in tre fasi temporali distinte.

La fase più antica copre un periodo compreso tra il 7000 ed il 6600 a.C., l'intermedia si situa tra il 6600 e il 6200 a.C., mentre l'ultima parte copre il periodo che va dal 6200 al 5800 a.C. Le ultime due fasi corrispondono alla cultura di Peiligang, mentre la fase più antica è esclusiva di Jiahu.

## Coltivazioni
Gli abitanti di Jiahu coltivavano il miglio e il riso. Mentre la coltivazione del miglio è in comune con la cultura di Peiligang, la coltivazione del riso presso Jiahu è unica, ed è una delle prime che si conoscano, la più antica nella storia nel nord della Cina.

## Ritrovamenti

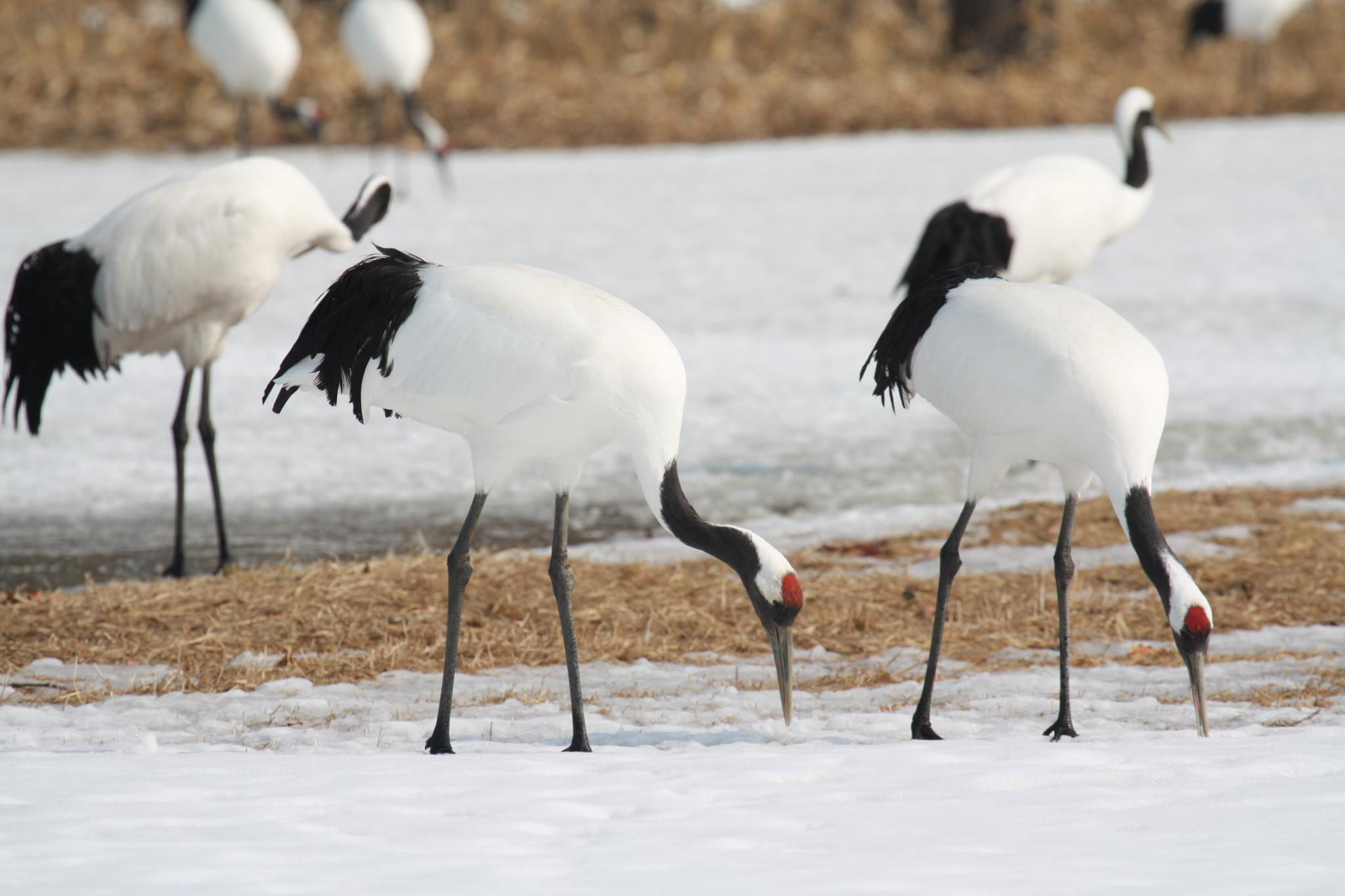
Gru coronate rosse a Hokkaido, in Giappone. Attualmente una specie in via di estinzione, nel Neolitico erano abbondanti in tutta la regione dell'Asia orientale e venivano cacciate per la carne; le loro ossa alari venivano utilizzate per costruire i flauti Jiahu.

A Jiahu sono state scoperti più di 300 sepolcri, contenenti diverse offerte votive tra cui ceramiche e persino gusci di testuggine. Una delle più importanti scoperte di questo sito consiste in alcuni flauti ricavati da un osso di una gru della Manciuria. Al periodo più antico risale il ritrovamento una coppia di flauti a scala tetratonica e pentatonica, mentre alla fase intermedia risalgono diversi flauti, compresa un'interessante coppia di flauti a scala esatonica. Uno di questi era spezzato, mentre gli altri sembravano la replica esatta del primo. Il secondo flauto presentava l'evidenza di un adattamento eseguito per far corrispondere il suono a quello del primo flauto. L'innovazione dell'ultimo periodo storico comprende l'uso della scala eptatonica.
Nel sito Jiahu sono stati trovati alcuni dei più antichi reperti  di vasellame in ceramica del Neolitico cinese. Mediante opportune analisi chimiche è stato dimostrato che gli antichi abitanti del luogo utilizzavano un procedimento di saccarificazione dell'alcool dal riso, miele e biancospino.

## Iscrizioni

Scrittura di Jiahu.

A Jiau sono inoltre stati identificati undici segni, nove su guscio di tartaruga e due su osso, come possibile evidenza di una proto-scrittura. I segni risalgono probabilmente alla fase intermedia. Alcuni segni sono piuttosto simili ai più antichi simboli cinesi per occhio (目) e sole (日). Si sta valutando se questi segni possano corrispondere a quelli trovati negli
ossi oracolari della dinastia Shang, data la notevole concordanza con i caratteri Shang.
Si potrebbe pertanto trattare di una scrittura avente soprattutto funzione divinatoria, come quella degli ossi oracolari della cultura Shang.